# Candice Michelle
Pour les articles homonymes, voir Candice.
Candice Michelle Beckman-Ehrlich (née le 30 septembre 1978 à Milwaukee) est une actrice, mannequin et catcheuse (lutteuse professionnelle) américaine.
Elle a été embauchée à la World Wrestling Entertainment en 2004 à la suite du WWE Diva Search.
En dehors du catch, elle est connue comme l'égérie de Go Daddy, apparaissant notamment dans les campagnes liées au Super Bowl,. Lors de l'édition 2007 de Vengeance, elle gagne pour la première fois le WWE Women's Championship face à Melina. Elle a posé nue pour Playboy en avril 2006.
Son contrat avec la WWE s'est terminé le 19 juin 2009.

## Biographie
Candice Michelle est née à Milwaukee, dans le Wisconsin. Elle est d'origine allemande et costaricaine. Elle a joué du basket-ball à l'université et s'intéresse à beaucoup au sport. Elle supporte l'équipe des Packers de Green Bay.
Elle apparaît dans de nombreux magazines automobiles et de culturisme tels que Flex et Lowrider Magazine et est nommée Playboy Cyber Girl dans le numéro de Playboy de juin 2002,. Elle a aussi travaillé comme modèle de bondage et de fétichisme du pied pour FM Concepts, sous le pseudonyme de Mackenzie Montgomery,.
À cette époque, Michelle apparaît dans les séries télévisées La Vie à cinq et Sept à la maison et dans les films Tomcats, Self Control (Anger Management), Dodgeball ! Même pas mal ! et Un homme à part. Elle a aussi participé à la série érotique Hotel Erotica.

## Carrière

### World Wrestling Entertainment (2004-2009)

#### Débuts (2004-2006)

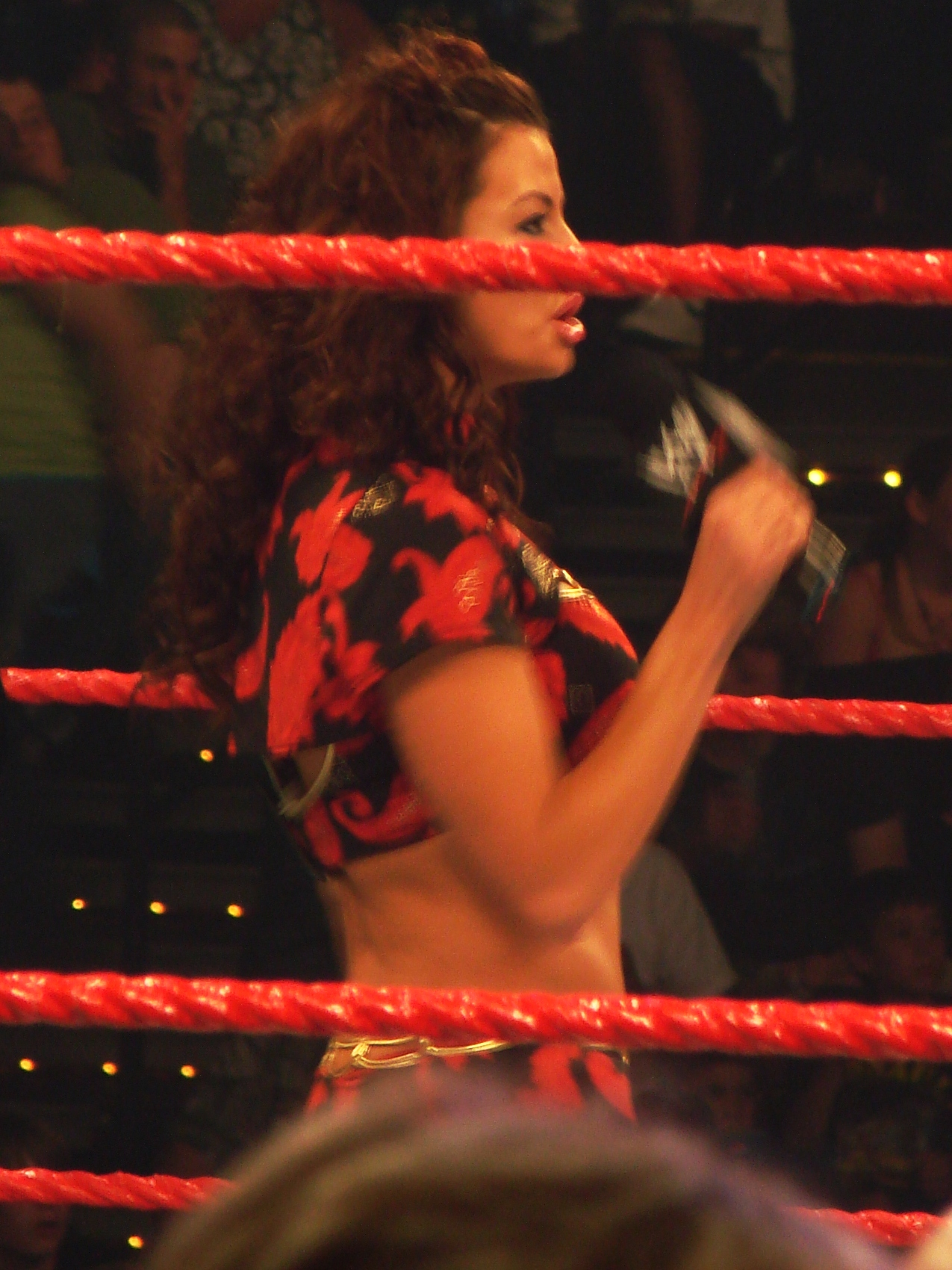
Candice sur le ring

Candice commence sa carrière à la WWE, en perdant contre Christy Hemme au Raw diva search 2004. Cependant, la WWE lui propose un contrat, et elle incarne une maquilleuse. Ses apparitions seront limitées à des concours de lingeries. Elle apparait de plus en plus dans des backstage avec d'autres superstars notamment avec Randy Orton avec qui, elle vit une courte romance en décembre 2004. Lors d'un backstage, elle se fait peloter par Triple H et Ric Flair. C'est à partir de ce moment-là, que Candice demande d'être prise plus au sérieux et c'est là que M. McMahon lui offre une rivalité avec Torrie Wilson et Melina. C'est là qu'elle commence une rivalité avec Melina qui est jalouse de la beauté de Candice. Alors que Candice voulait souhaiter la bienvenue aux fans de Barcelone lors de la tournée de la WWE, Melina vient l'attaquer et la déshabille devant tout le monde. Pendant que Melina commençait à la frapper, Torrie Wilson vient sauver Candice. Candice joue la manageuse de Torrie Wilson contre Melina, qui se faisait manager par Jillian Hall. Lors du Great American Bash 2005, elle joue les arbitres dans un match Bra & Panties opposant Melina et Torrie Wilson. Ce match se termine par la victoire de Melina. Torrie et Candice se font échanger avec Christy Hemme et Stacy Keibler et deviennent des divas de Raw. Une fois arrivés à Raw, Candice et Torrie deviennent dirty et s'en prennent à la nouvelle diva de Raw, qui n'est que la gagnante du Diva Searsh 2005: Ashley Massaro. Cette dernière, après des semaines d'agressions, demande à Trish Stratus, étant la Championne fémine de l'aider. Voyant cela, Torrie et Candice s'allient à Victoria pour pouvoir contrer la championne. Lors de Unforgiven 2005, Candice manage Torrie Wilson et Victoria contre Trish Stratus et Ashley Massaro qui se termine par la victoire de Trish et Ashley. Lors d'une édition de Raw, Jerry Lawler organise un concours d'Halloween entre les divas de Raw. Candice se déguise en Catwoman. Finalement, il n'y a aucune gagnante après l'intervention de Mickie James qui prétend que la seule gagnante devrait être Trish. Cette intervention provoque une bataille générale et elle est jetée hors du ring. Lors de Tabbo Tuesday 2005, Candice participe à une bataille royale pour le titre féminin mais se fait éliminer la deuxième et perd le match de championnat qui est remporté par Trish Stratus.

#### Rivalité avec Maria et alliance avec Mickie James (2006-2007)
À New Years Revolution 2006, Candice perd dans une bataille royale Bra & Panties Gaunlet en se faisant éliminer par Maria. C'est Ashley Massaro qui remporta la bataille royale. Candice perd une chance d'être la challengeuse pour le titre de championne des femmes.
Lors du Royal Rumble 2006, elle joue à la roue du Royal Rumble avec Torrie Wilson et Victoria. Mais la chance lui sourit, car une autre bataille royale intitulée WWE Golden Dreams est organisé pour désigner la challengeuse numéro 1. Elle remporte cette bataille royale, dans laquelle, avec Mickie James, blessent accidentellement Ashley Massaro au tendon.
Lors de son match de championnat, alors qu'elle allait battre Trish Stratus, l'arbitre avait remarqué que Torrie était en train de l'aider et Trish en profite pour faire le tombé. Après le match, Candice gifle Torrie et met un terme à leur amitié. En avril 2006, elle est invitée à poser pour Playboy. Et c'est là qu'elle commença une rivalité avec Torrie Wilson qui fut jalouse de ne pas avoir été choisie par Hugh Hafner.
À WrestleMania 22, Candice perd contre Torrie dans un « Playboy Lingerie Pillow fight ». Après sa défaite elle s'allia avec Mickie James contre Torrie et Trish Stratus. Candice et Mickie commencèrent une rivalité avec Maria et Torrie Wilson. Pendant l'été, elle joue les arbitres dans les shows de Heat.
Elle réalisa à nouveau un face-turn quand elle est l'arbitre spécial car opposa Trish Stratus et Torrie Wilson vs Mickie James et Victoria.
Le 16 août 2006, elle affronte Torrie Wilson dans un Wet and Wild Water Match pour déterminer celle qui gagnera la séance-photo pour Playboy. En septembre 2006, elle commence une rivalité contre Lita.
Lors d'un show, elle bat Lita, grâce à l'intervention de Mickie James. La semaine d'après, elle perd contre Lita pour devenir la challengeuse numéro pour le titre, après avoir reçu un spear par Edge.
Lors de Cyber Sunday 2006, un Lumberjill match opposant Mickie James et Lita a lieu. Pendant le match, alors que Lita allait tricher en se servant des cordes, Candice intervient pendant le match et aide James. Mais son aide n'est pas suffisante, et Mickie perd le match. Finalement en octobre 2006, elle participa à un « ECW Extreme Strip Poker » qui se termina par une bataille entre elle et Maria.

#### Womens Champion (2007-2008)
À New Years Revolution 2007, Candice fit une apparition en venant aider Mickie James avec Maria. Candice gagna beaucoup de matchs par équipe avec Mickie James contre Melina et Victoria. Lors d'une édition de Raw, deux semaines avant WrestleMania, Candice se fait battre par Melina dans le tout dernier Bra & Panties Match.
À WrestleMania 23, dans un Lumberjill match pour le titre féminin opposant la Playboy Cover Girls 2007, Ashley Massaro et Melina que Melina gagna.
En mai 2007, elle recommença une rivalité contre Melina qui estimait qu'aucune Playgirl n'avait le niveau de la battre.
Scandalisée, Candice demande un match de championnat contre Melina. On lui offre une occasion de devenir la challengeuse numéro 1, si elle bat Melina dans un Pudding Fight Match. Lors de One Night Stand 2007, elle bat cette-dernière et se voit offert un match de championnat. À Vengeance 2007, le 21 juin 2007 qui restera la plus grande soirée pour Candice, elle bat Melina et devient pour la première fois de sa carrière Championne des femmes.

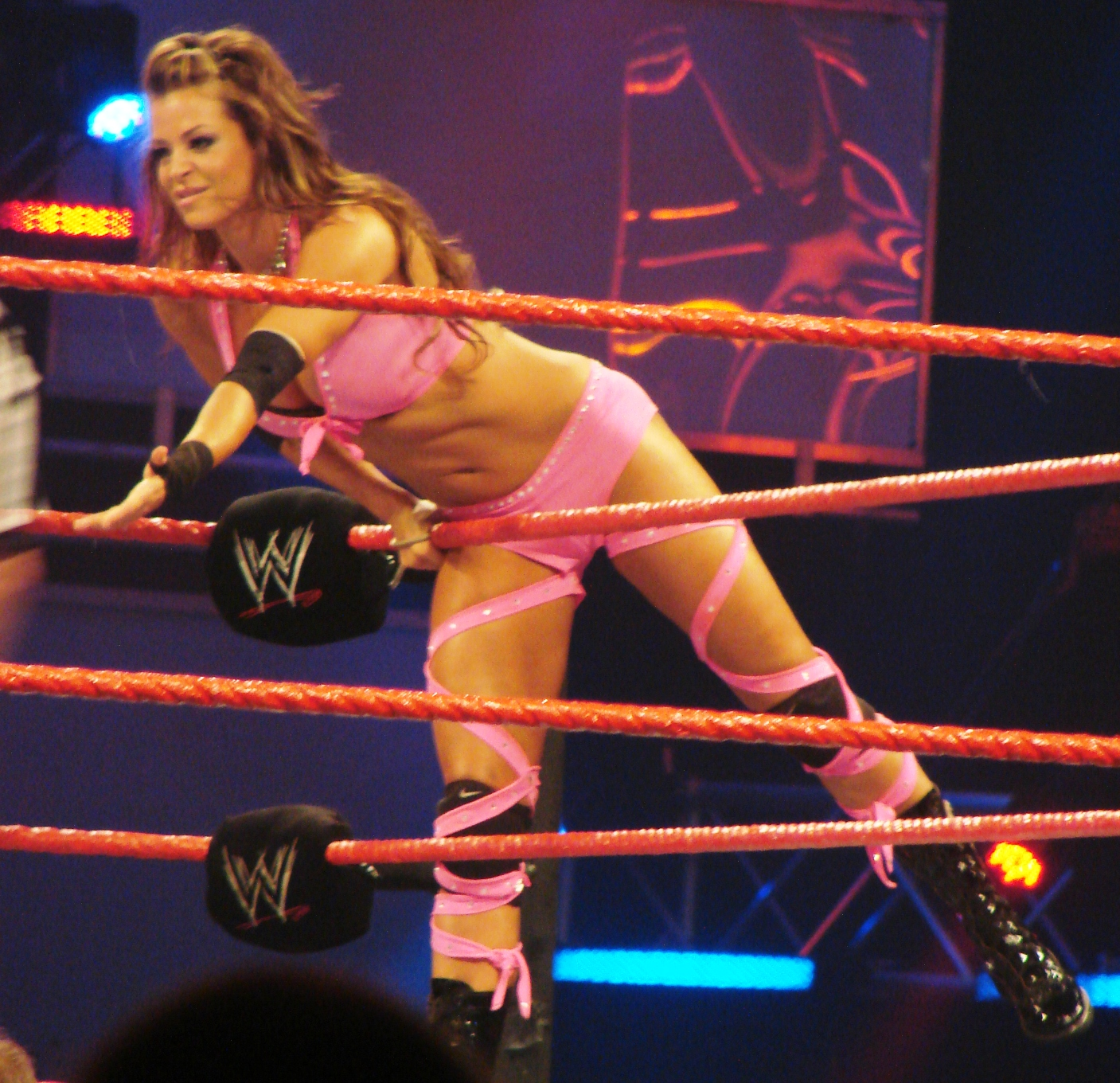
Candice Michelle comme championne du monde.

Candice fait des matchs par équipes avec son amie de toujours Mickie James contre Melina et Jillian Hall. Melina demande sa revanche pour le Great American Bash 2007 et fait revenir son ancienne amie Beth Phoenix sur le ring, rien que pour effrayer et démolir Mickie James et Candice. Lors du Great American Bash 2007, Candice conserve son titre contre Melina.
Le 23 juillet 2007, elle gagne avec le Champion de la WWE John Cena un No disqualification Champions Only Match contre les champions du monde par équipe Lance Cade et Trevor Murdoch et le champion intercontinental Umaga.
Lors de Summerslam 2007, Candice regarde la bataille royale de divas qui va déterminer la challengeuse numéro 1 pour son titre. C'est finalement Beth Phoenix qui la remporte. En septembre 2007, Candice s'allie avec Mickie James et Maria contre Beth Phoenix, Melina et Jillian Hall.
Lors de Unforgiven 2007, Candice conserve son titre contre Beth Phoenix. Mais Beth demande une revanche pour No Mercy, revanche qui est acceptée. Lors de No Mercy 2007, Candice perd son titre contre Beth Phoenix qui devient la nouvelle Women's Champion. Le 31 octobre 2007, Candice demande une revanche dans 2 on 3 Falls Match. Durant le match, Candice se blesse et souffre d'une triple fracture de la clavicule gauche et doit quitter le ring pendant une durée indéterminée.

#### Retour à Raw (2008-2009)

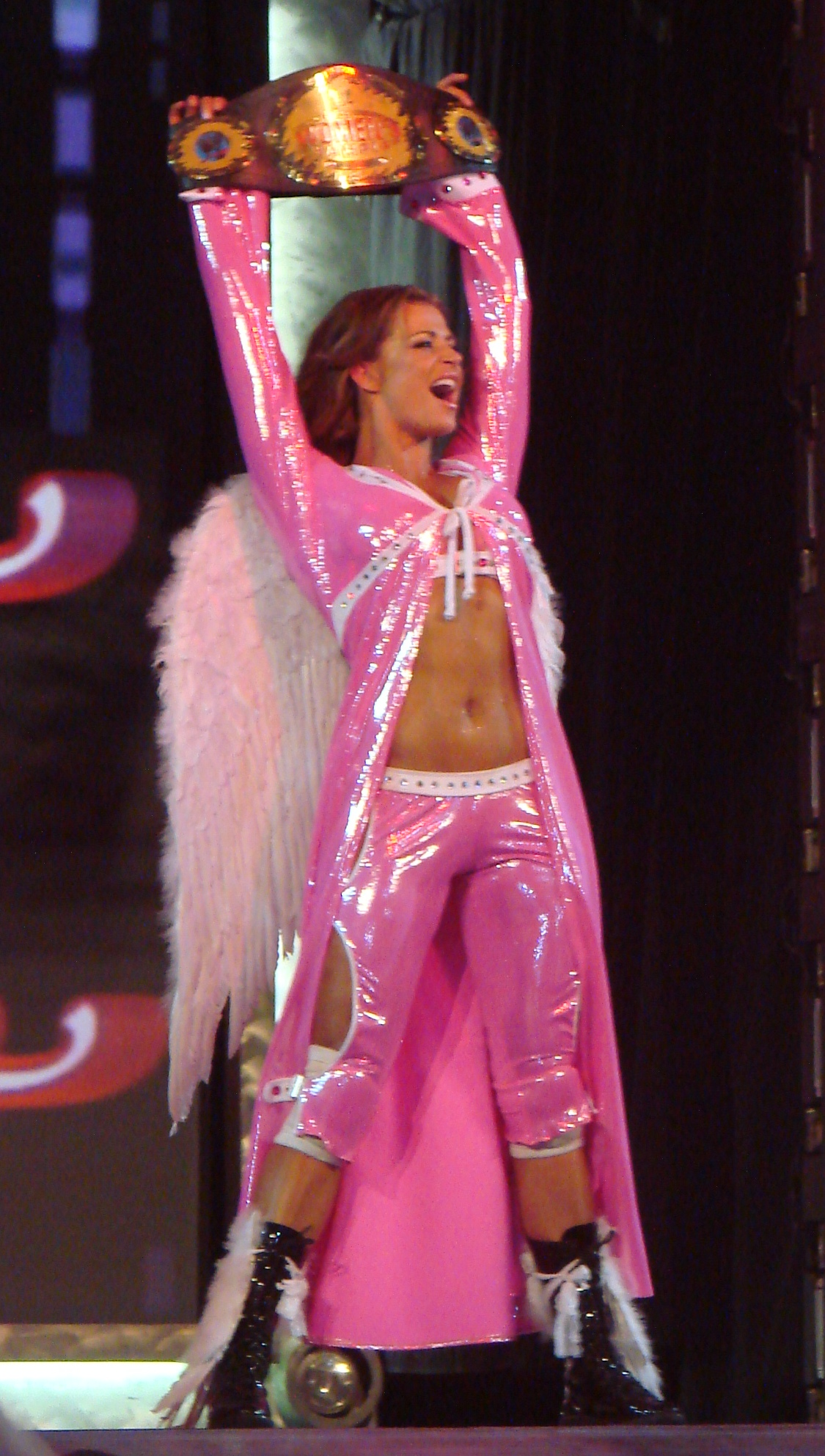
Candice Michelle en tant que championne à No Mercy 2007.

Candice exécuta un retour surprise en février 2008, en intervenant pendant le match entre Maria et Beth Phoenix qui se termina avec la victoire de Maria.
Candice devait participer à Wrestlemania 24 dans un Bunnymania Lumberjill Tag match mais elle se refait mal à sa clavicule encore fragile dans une édition de Raw juste avant Wrestlemania. Elle se fera remplacée par Ashley Massaro.
À l'été 2008, elle participe au WWE Summerfest qui met en évidence son retour imminent.
Le 8 septembre 2008, un « 6 divas tag team match » est organisé opposant deux équipes : l'équipe heel (Beth Phoenix, Jillian Hall, Katie Lea Burchill) et l'équipe face (Candice Michelle, Kelly Kelly et Mickie James). C'est elle, Kelly Kelly et Mickie James qui remportent le match après que Candice ait fait le tombé sur Jillian Hall. Candice fera quelques matches par équipe avec Kelly Kelly et jouera le rôle d'une bucheronne dans un match "Champions vs Champions".
À Cyber Sunday 2008, elle participe à un concours d'Halloween qu'elle perdit contre Mickie James. Candice s'était déguisé en Marilyn Monroe.
Lors de WWE No Mercy 2008, elle ne remporte pas le WWE Women's Championship face à la championne Beth Phoenix. La semaine suivante, elle participe à un Tag Team avec Michelle McCool contre Beth Phoenix et Victoria, Tag Team qu'elles gagnent.
Lors de Armageddon 2008, elle chante Happy Christmas aux fans de la WWE avec Melina, Maria, Michelle McCool, les Bella Twins et Mickie James.
Elle fait quelques backstages avec Mickie James et les Cryme Tyme. Une bataille royale est organisée pour définir la challengeuse numéro 1. Candice élimine Jillian Hall mais se fait éliminer par Katie Lea Burchill. Elle perd une chance de remporter le titre.
Lors d'une édition de Raw, Candice perd contre Beth Phoenix et se blesse à la cheville. Lors du draft supplémentaire le 15 avril, elle est draftée à SmackDown.

#### Départ (2009)
Candice devait revenir sur le ring le 5 juin 2009, mais a décidé de prolonger son temps de convalescence d'encore quelques mois, ce que les officiels de la WWE ont refusé et ont décidé de la renvoyer. Elle a annoncé aux fans de la WWE son départ le 19 juin 2009.

#### Diverses apparitions (2019)
Le 22 Juillet lors de Raw Reunion, elle bat Kelly Kelly et devient championne 24/7 mais perd la ceinture quelques secondes après au profit d'Alundra Blayze par soumission.

## Vie privée
Le 23 mai 2010, Candice a mis au monde une fille du nom de AkiAnne Rose dont le père est son mari, le Dr. KenGee Ehrlich. Le 20 octobre 2012, elle a donné naissance à sa seconde fille Ryumi Grace et Aloha Von Ehrlich, née le 17 juillet 2015.

## Autres médias

### Cinéma et télévision

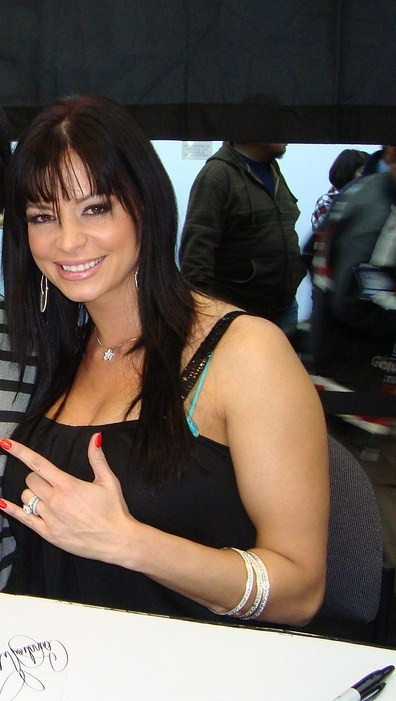
Candice en avril 2009.

Dans la semaine du 5 novembre 2007, Candice est apparue dans 5 épisodes de Family Feud avec d'autres superstars et de divas de la WWE. Également en 2007, elle est arrivée 82# de la femme la plus désirable du monde sur "Askmen.com". Elle est apparue dans le show de Playboy TV, Totally Busted. En 2005, elle a eu un rôle dans Be Cool et Thumbsucker.
Le 6 février 2006, elle est apparue dans un épisode de Projet haute couture. Elle a été en compétition contre d'autres Divas de la WWE. Le 12 novembre 2008, elle participe avec Mickie James, Eve Torres, Maryse et Chris Jericho au Redemption Song. En février 2009, elle a été en couverture avec Beth Phoenix et Layla de FLEX Magazine.
Elle a tourné dans plus de 60 films, dont de nombreux films érotiques.

### Go Daddy
Candice s'est fait remarquer pour sa participation à un spot publicitaire pour le site internet Go Daddy durant le Super Bowl XXXIX en 2005. Parodiant le scandale du Nipplegate durant lequel le sein de Janet Jackson fut accidentellement dévoilé, elle y joue le rôle d'une certaine « Nikki Cappelli », dont la bretelle de débardeur se casse alors qu'elle est auditionnée devant une commission de censure. Elle devient l'égérie du site Go Daddy sous les noms de « Miss Go Daddy.com » et « Go Daddy Girl of the Year ».
Elle apparaît ainsi les années suivantes dans plusieurs publicités pour Go Daddy, notamment lors des playoffs de la NFC de 2006, lors du Super Bowl XL et du Super Bowl XLI. Candice fait également des apparitions dans l'émission American Chopper pour assurer la promotion de Go Daddy.

## Palmarès
- Pro Wrestling Illustrated
  - 2006: 48e meilleure catcheuse sur 50.
  - 2007: PWI Woman of the Year 2007 : Première[17].
  - 2007: PWI Most Improved Wrestler of the Year : Première.
  - 2008: 10e meilleure catcheuse sur 50.
  - 2009: 25e meilleure catcheuse sur 50.
- World Wrestling Entertainment
  - 1 fois WWE Women's Championship[18]
  - 1 fois WWE 24/7 Championship

## Chansons et magazines
- - 2006 : En couverture du magazine Max.
  - 2007 : Apparition dans le clip Throw It On Me de Timbaland.
  - 2008 : Redemption Song avec Mickie James.
  - 2009 : En couverture du magazine FLEX avec Layla El et Beth Phoenix.